# Люлех
Лю́лех — река в Ивановской области России; левый и крупнейший приток реки Тезы. Устье реки находится в 47 км по левому берегу Тезы. Длина реки — 60 км, площадь водосборного бассейна — 613 км².

## Описание
Люлех начинается в пятистах метрах к юго-востоку от деревни Власьево Васильевского сельского поселения Шуйского района Ивановской области в небольшом озере на высоте 108 м над уровнем моря, после чего течёт на юг. В верховьях представляет собой небольшой ручей, текущий в заболоченных безлесных берегах. Русло реки было частично спрямлено в ходе мелиорации, проведённой в начале 1980-х годов, прилежащие к истоку болота частично осушены. Между деревнями Хмельники и Щавьево слева в Люлех впадают два ручья. Долина реки у Щавьева заболочена. Около деревни Тёплово начинается первая надпойменная терраса.
За селом Майдаково на левобережье реки начинается смешанный лес, правый берег занят полями и лугами. Около Палеха река принимает четыре правых притока — Леску, Куромзу, Палешку и Юрдовку.
Около села Красного Люлех поворачивает на юго-запад. Ширина реки здесь — 10—15 м, скорость течения небольшая, русло мелкое, но встречаются омуты. Ниже Палеха Люлех входит в зону лесов, берега становятся выше, суше и живописней, ширина русла увеличивается до 20—30 м. Русло сильно извилистое, по берегам и на дне много родников. У села Маланьино вдоль левого берега реки расположено Маланьинское болото. У деревни Шалимово Люлех сливается со своим самым крупным притоком рекой Матней.
Низовья Люлеха заболочены, русло сильно меандрирующее, здесь река течёт сквозь слабоизменённые леса и образует Жолнинское озеро, являющееся её плёсом. По правому берегу реки расположены Лесинское, Лопатинское, Горелое болота и болото Клин.
В верхнем течении Люлех образует границу Шуйского и Родниковского района, затем течёт по Палехскому, в нижнем течении течёт по границе Шуйского и Южского районов.
На реке расположены сёла и деревни: Сосновец, Тёплово, Майдаково, Красное, Кузнечиха, Воробино, Матюкино, Иваново-Ильино, Илейкино, Волокобино.
Через реку перекинуты мосты в Сосновце, Майдакове, Красном, Дерягине, Кузнечихе и Волокобине.
Люлех впадает в Тезу в двух километрах к юго-востоку от села Егорий Шуйского района.
Средний уклон реки — 0,278 м/км. В нижнем течении средняя глубина — 2—3 м, в омутах может достигать 7 м.
Из видов животных в долине реки отмечены бобр и птицы: кроншнеп, полевой лунь, домовый сыч, осоед, кряква, красноголовый нырок, сарыч и другие.

## Геологическая характеристика долины
Река протекает на территории, испытавшей несколько оледенений. У реки Люлех присутствуют ледниковые отложения днепровской морены в виде отдельных останцов. Кроме того, на их поверхности — водно-ледниковые отложения надлёдных потоков и озёр, представленные кварцевыми песками с линзами и прослойками гравия и глин. На правобережье Люлеха у села Клетино располагаются ребристые морены, представленные пологими плосковершинными грядами высотой 10—15 метров, шириной основания до 2,2 километра и протяжённостью 9—16 километров. Гряды представляют собой дуги, ось которых направлена на юго-юго-восток.
У Люлеха прослеживаются первая и вторая надпойменные террасы, образованные в верхненеоплейстоценовое время. Ниже с. Красное высота уступа второй террасы достигает 10 метров. Первая терраса встречается отдельными фрагментами на высоте 3,5—6 метров, шириной до 200 метров. В низовьях реки имеются бугры и гряды эоловых песков длиной до 100 и высотой 1,5—2 метра. В верховьях у деревни Хмельники наблюдаются отдельные карстовые формы рельефа — мелкие воронки. В нижнем течении, около устья, воронки образуют целые поля площадью до десятков квадратных километров, представляющие собой заболоченные полья.
Около посёлка Палех и села Майдаково в долине реки расположены месторождения кварцевых песков.

## Этимология
Существует гипотеза, что название реки относится к финно-угорским гидронимам мерянского происхождения (в близкородственном марийском языке «лÿлпӹ» — «ольха»). Однако название «Люлех» входит в число гидронимов Балахнинской равнины, наряду с названиями рек бассейна Луха. Частотность и сочетания букв в этих топонимах отличаются от характерных для тюркских и финских языков, вследствие чего их происхождение остаётся неизвестным.

## Притоки
(указано расстояние от устья)
- 12 км: река Ляховка[12] (пр)
- 14 км: река Нестеровка[12] (пр), у д. Иваново-Ильино
- 19 км: река Петровка (лв)
- 21 км: река Чёрная (устар. Рудильница[13]) (пр)
- 24 км: река Матня (пр)
- 36 км: речка Юрдовка (устар. Демидовка[12]) (лв)
- 37 км: Палешка (лв)
- 40 км: Куромза (лв)
- 40 км: река Леска (лв)
- 54 км: река Ключевинка[14] (лв), у с. Майдаково
- 57 км: безымянная речка (лв), у с. Щавьево
- 59 км: безымянная речка (лв) у д. Хмельники

## Культурное значение
По реке проходит водный туристический маршрут от с. Крутцы до устья.
В низовьях реки находятся памятники археологии: неолитическая стоянка и средневековое поселение у деревни Егорий и древнерусские селища у села Волокобино.
В долине реки расположена особо охраняемая природная территория «Родники в долине реки Люлех».

## Данные водного реестра
По данным государственного водного реестра России относится к Окскому бассейновому округу, водохозяйственный участок реки — Клязьма от города Ковров и до устья, без реки Уводь, речной подбассейн реки — бассейны притоков Оки от Мокши до впадения в Волгу. Речной бассейн реки — Ока.
Код объекта в государственном водном реестре — 09010301112110000033433.